# Ziro (India)
Ziro (o Zero) è una suddivisione dell'India, classificata come notified town, di 12.806 abitanti, capoluogo del distretto del Basso Subansiri, nello stato federato dell'Arunachal Pradesh. 

## Geografia fisica
La città è situata a 27° 37' 60 N e 93° 49' 60 E e ha un'altitudine di 1.687 m s.l.m..

## Società

### Evoluzione demografica
Al censimento del 2011 la popolazione di Ziro era di 12.806 persone, delle quali 6.3835 maschi e 6.423 femmine. I bambini di età inferiore o uguale ai sei anni erano 1.430.